# Miranda Ayim
Pour les articles homonymes, voir Ayim.
Miranda Ayim, née le 6 mai 1988 à Chatham, en Ontario, est une joueuse canadienne de basket-ball. Elle évolue au poste d'ailier fort.

## Biographie
En 2011-2012, elle joue pour Istanbul Universitesi en ligue turque, puis la saison suivante à Orduspor en ligue 2 turque, aidant le club à obtenir la montée avec 18,1 points et 10,1 rebonds par rencontre.
En octobre 2013, elle signe le même jour que sa compatriote Shona Thorburn à Toulouse, où elle remplace l'américaine Chay Shegog remerciée. Toulouse finit huitième avec une équipe jeune où Ayim (14,8 points avec 50,2 % d'adresse à deux points et 7,1 rebonds pour 16,1 d’évaluation) annonce signer pour une saison supplémentaire.
Au terme de sa seconde saison avec Toulouse (13,7 pts et 5,5 rebonds de moyenne) elle rejoint Basket Landes. En avril 2019, elle s'y engage pour une cinquième saison.
Elle annonce mettre un terme à sa carrière à l'été 2021. Basket Landes retire son numéro 21 en octobre 2021,.

## Équipe nationale
En 2012, elle dispute les Jeux olympiques d'été à Londres.
Le Canada dispute et remporte les Jeux panaméricains de 2015 organisés à Toronto avec 5 victoires pour aucun revers, puis remporte également l'or au Championnat des Amériques en août 2015 en disposant de Cuba en finale, ce qui qualifie directement l'équipe pour les Jeux olympiques de Rio.
Le 19 juillet 2021, elle est nommée porte-drapeau de la délégation canadienne aux Jeux olympiques d'été de 2020 à Tokyo par le Comité olympique canadien, avec le joueur de rugby à sept Nathan Hirayama.

## Palmarès
- 1re du championnat des Amériques 2015[10]
- 1re des Jeux panaméricains de 2015[9]
- Championne de France 2021[12].